# Gran Premio motociclistico dell'Ulster 1958
Il Gran Premio motociclistico dell'Ulster fu il sesto e penultimo appuntamento del motomondiale 1958.
Si svolse il 9 agosto 1958 sul Circuito di Dundrod. Erano in programma solo tutte le classi disputate in singolo.
Le vittorie furono, per l'ennesima volta nella stagione, tutte di piloti a bordo di moto MV Agusta con John Surtees che si impose sia nella classe 500 che nella classe 350, di Tarquinio Provini nella 250 e di Carlo Ubbiali  in 125.
Con questi risultati i vincitori delle due cilindrate minori ottennero anche la certezza del titolo iridato piloti che, per le altre due classi, era già stato matematicamente assegnato in precedenza a Surtees.

## Classe 500
Furono alla partenza del gran premio 42 piloti, di cui 28 vennero classificati al termine della gara.

### Arrivati al traguardo (prime 10 posizioni)
| Pos. | Pilota             | Moto      | Tempo      | Punti |
| ---- | ------------------ | --------- | ---------- | ----- |
| 1    | John Surtees       | MV Agusta | 1h 42:36.2 | 8     |
| 2    | Bob McIntyre       | Norton    | + 1:44.4   | 6     |
| 3    | John Hartle        | MV Agusta | + 2:41.0   | 4     |
| 4    | Derek Minter       | Norton    | + 3:21.8   | 3     |
| 5    | Geoff Duke         | Norton    | + 3:43.6   | 2     |
| 6    | Dickie Dale        | BMW       | + 1 giro   | 1     |
| 7    | Bob Brown          | Norton    | + 1 giro   |       |
| 8    | Ralph Rensen       | Norton    | + 1 giro   |       |
| 9    | Ewan Haldane       | Norton    | + 1 giro   |       |
| 10   | Jackie Joseph Wood | Matchless | + 1 giro   |       |

## Classe 350
Al via della gara furono 51 piloti

### Arrivati al traguardo (posizioni a punti)
| Pos. | Pilota         | Moto      | Tempo        | Punti |
| ---- | -------------- | --------- | ------------ | ----- |
| 1    | John Surtees   | MV Agusta | 1h 50' 35".8 | 8     |
| 2    | John Hartle    | MV Agusta |              | 6     |
| 3    | Terry Shepherd | Norton    |              | 4     |
| 4    | Geoff Duke     | Norton    |              | 3     |
| 5    | Bob McIntyre   | Norton    |              | 2     |
| 6    | Derek Minter   | Norton    |              | 1     |

## Classe 250
Tra i ritirati vi fu Carlo Ubbiali.

### Arrivati al traguardo (posizioni a punti)
| Pos. | Pilota            | Moto      | Tempo       | Punti |
| ---- | ----------------- | --------- | ----------- | ----- |
| 1    | Tarquinio Provini | MV Agusta | 1h 8' 58".4 | 8     |
| 2    | Tommy Robb        | NSU       |             | 6     |
| 3    | Dave Chadwick     | Ducati    |             | 4     |
| 4    | Ernst Degner      | MZ        |             | 3     |
| 5    | Horst Fügner      | MZ        |             | 2     |
| 6    | Dickie Dale       | NSU       |             | 1     |

## Classe 125
L'ottavo di litro fu la prima delle gare disputate nella giornata.

### Arrivati al traguardo (posizioni a punti)
| Pos. | Pilota           | Moto       | Tempo     | Punti |
| ---- | ---------------- | ---------- | --------- | ----- |
| 1    | Carlo Ubbiali    | MV Agusta  | 57' 45".6 | 8     |
| 2    | Luigi Taveri     | Ducati     |           | 6     |
| 3    | Dave Chadwick    | Ducati     |           | 4     |
| 4    | Alberto Gandossi | Ducati     |           | 3     |
| 5    | Horst Fügner     | MZ         |           | 2     |
| 6    | Arthur Wheeler   | FB Mondial |           | 1     |